# Gabi Neumark
Gabriel Neumark, detto Gabi (in ebraico גבי נוימרק‎?; 17 agosto 1946 – 4 dicembre 2000), è stato un cestista israeliano.

## Carriera
Con Israele ha partecipato a due edizioni dei Campionati europei (1969, 1973).

## Palmarès
- Campionato israeliano: 8

Maccabi Tel Aviv: 1966-67, 1967-68, 1969-70, 1970-71, 1971-72, 1972-73, 1973-74, 1974-75
- Coppa di Israele: 5

Maccabi Tel Aviv: 1969-70, 1970-71, 1971-72, 1972-73, 1974-75